# Мельники (Чернобаевский район)
Ме́льники (укр. Мельники) — село в Чернобаевском районе Черкасской области Украины.
Население по переписи 2001 года составляло 1515 человек. Почтовый индекс — 19934. Телефонный код — 4739.
Население - большинство Украинцев.
Церковь — Евангельских-Христиан Баптистов на ул. М. Рильского (Гайдара), 11.

## Местный совет
19934, Черкасская обл., Чернобаевский р-н, с. Мельники, ул. Ленина, 95